# Alwyn Myburgh
Alwyn Myburgh (ur. 13 października 1980 w Vanderbijlpark) – południowoafrykański lekkoatleta, specjalizujący się w biegu na 400 metrów przez płotki.

## Osiągnięcia
- złoty medal Uniwersjady (Pekin 2001)
- 7. miejsce podczas igrzysk olimpijskich (Ateny 2004)
- srebro Igrzysk Wspólnoty Narodów (Melbourne 2006)
- srebro mistrzostw Afryki (Bambous 2006)
- brązowy medal na igrzyskach afrykańskich (Algier 2007)

## Rekordy życiowe
- bieg na 400 m przez płotki – 48.09 (2001)